# Эльвдален
Э́львдален (Э́льфдален; швед. Älvdalen, эльвд. Övdaln, Tjyörtjbynn) — город в Даларне (Швеция).
Население — 1,8 тыс. человек. Город является центром возрождения малого языка (диалекта) — эльвдальского: в 2016 году там открыли эльвдальский детский сад.

## История
На Королевской фабрике этого города в 1838—1839 годах были сделаны три крупные вазы из порфира для Санкт-Петербурга, в том числе знаменитая Порфировая ваза в Летнем саду, расколовшаяся в январе 2008 года.

## Транспорт
Через город проходит шведская трасса № 70 (Dalgatan), соединяющая норвежскую деревню Drevsjø с шведским городом Энчёпинг.
В Эльвдалене к этой трассе примыкает дорога на деревню Transtrand.
Ближайшие населённые пункты — деревни Gasvarv на юге и Blunnsberg на севере.